# Phalacrocorax campbelli
Phalacrocorax campbelli е вид птица от семейство Phalacrocoracidae. Видът е световно застрашен, със статут уязвим.

## Разпространение
Видът е разпространен в Нова Зеландия.